# Autevielle-Saint-Martin-Bideren
Pour les articles homonymes, voir Autevielle (homonymie), Saint-Martin et Bideren (homonymie).
Autevielle-Saint-Martin-Bideren est une commune française, située dans le département des Pyrénées-Atlantiques en région Nouvelle-Aquitaine.

## Géographie

### Localisation
La commune d'Autevielle-Saint-Martin-Bideren se trouve dans le département des Pyrénées-Atlantiques, en région Nouvelle-Aquitaine.
Elle se situe à 78 km par la route de Pau, préfecture du département, à 41 km d'Oloron-Sainte-Marie, sous-préfecture, et à 30 km d'Orthez.
La commune fait  partie du bassin de vie de Sauveterre-de-Béarn.
Sur le plan historique et culturel, Autevielle-Saint-Martin-Bideren fait partie de la province du Béarn, qui fut également un État et qui présente une unité historique et culturelle à laquelle s’oppose une diversité frappante de paysages au relief tourmenté.

### Communes limitrophes
Les communes limitrophes sont  Abitain, Arbouet-Sussaute, Athos-Aspis, Guinarthe-Parenties, Osserain-Rivareyte et Sauveterre-de-Béarn.

### Hydrographie

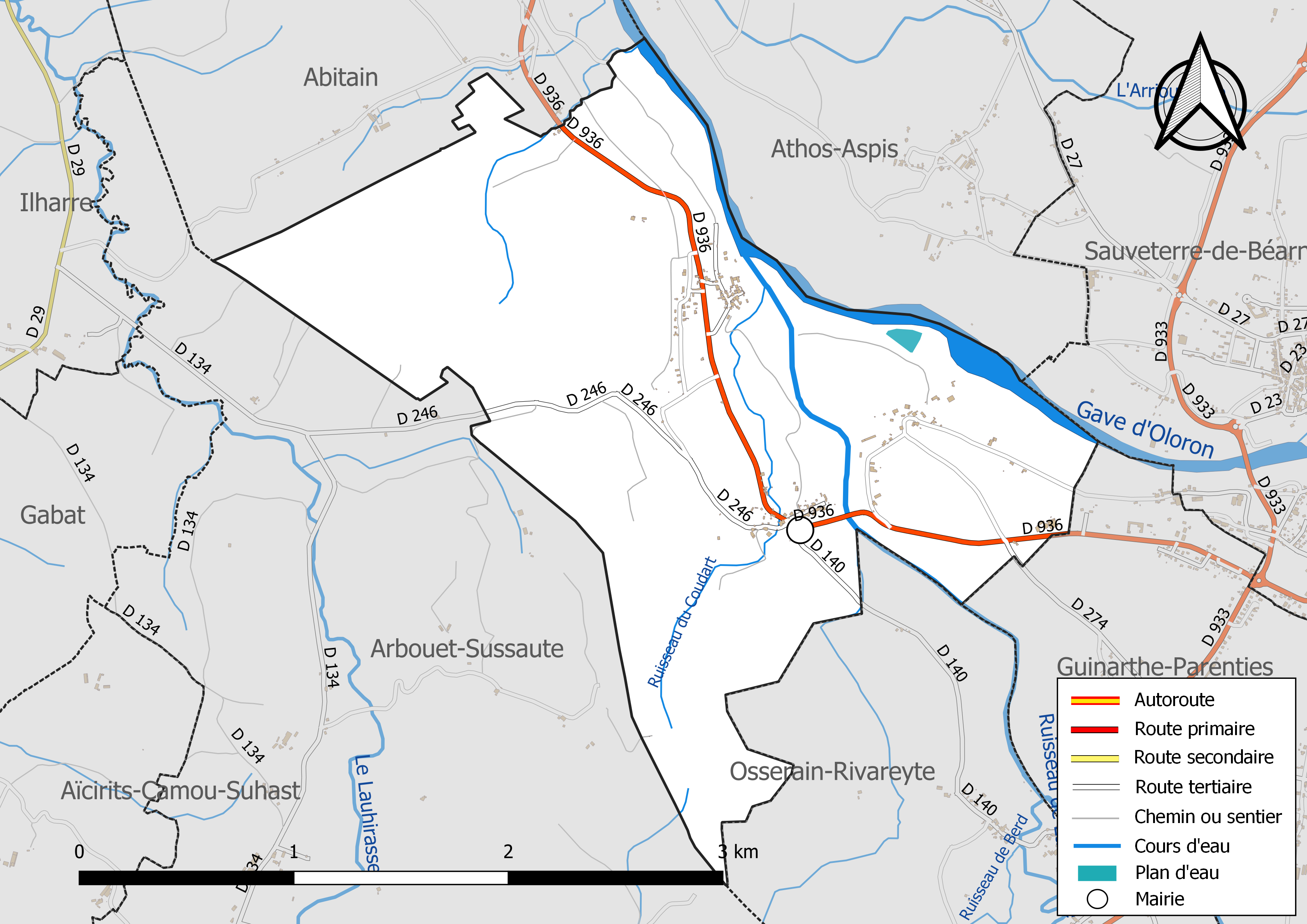
Réseaux hydrographique et routier d'Autevielle-Saint-Martin-Bideren.

La commune est drainée par le gave d'Oloron, le Saison, le ruisseau du Coudart et par divers petits cours d'eau, constituant un réseau hydrographique de 7 km de longueur totale,.
Le gave d'Oloron, d'une longueur totale de 148,8 km, prend sa source dans la commune de Laruns et s'écoule vers le nord-ouest. Il traverse la commune et se jette dans le gave de Pau à Sorde-l'Abbaye, après avoir traversé 64 communes.
Le Saison, d'une longueur totale de 72,2 km, prend sa source dans la commune de Larrau et s'écoule du sud vers le nord. Il traverse la commune et se jette dans le gave d'Oloron à Autevielle-Saint-Martin-Bideren, après avoir traversé 31 communes.

### Climat
Pour des articles plus généraux, voir Climat de la Nouvelle-Aquitaine et Climat des Pyrénées-Atlantiques.
Historiquement, la commune est exposée à un micro climat océanique basque.  
En 2020, Météo-France publie une typologie des climats de la France métropolitaine dans laquelle la commune est exposée à un climat de montagne et est dans la région climatique Pyrénées atlantiques, caractérisée par une pluviométrie élevée (>1 200 mm/an) en toutes saisons, des hivers très doux (7,5 °C en plaine) et des vents faibles.
Pour la période 1971-2000, la température annuelle moyenne est de 13,9 °C, avec une amplitude thermique annuelle de 13,9 °C. Le cumul annuel moyen de précipitations est de 1 300 mm, avec 11,9 jours de précipitations en janvier et 8,3 jours en juillet. Pour la période 1991-2020, la température moyenne annuelle observée sur la station météorologique la plus proche, située sur la commune de Saint-Gladie-Arrive-Munein à 3 km à vol d'oiseau, est de 14,3 °C et le cumul annuel moyen de précipitations est de 1 323,1 mm,. Pour l'avenir, les paramètres climatiques de la commune estimés pour 2050 selon différents scénarios d’émission de gaz à effet de serre sont consultables sur un site dédié publié par Météo-France en novembre 2022.

### Milieux naturels et biodiversité

#### Réseau Natura 2000
Le réseau Natura 2000 est un réseau écologique européen de sites naturels d'intérêt écologique élaboré à partir des Directives « Habitats » et « Oiseaux », constitué de zones spéciales de conservation (ZSC) et de zones de protection spéciale (ZPS).
Deux sites Natura 2000 ont été définis sur la commune au titre de la « directive Habitats », : 
- « le Saison (cours d'eau) », d'une superficie de 2 200 ha, un cours d'eau de très bonne qualité à salmonidés[17] ;
- « le gave d'Oloron (cours d'eau) et marais de Labastide-Villefranche », d'une superficie de 2 547 ha, une rivière à saumon et écrevisse à pattes blanches[18].

#### Zones naturelles d'intérêt écologique, faunistique et floristique
L’inventaire des zones naturelles d'intérêt écologique, faunistique et floristique (ZNIEFF) a pour objectif de réaliser une couverture des zones les plus intéressantes sur le plan écologique, essentiellement dans la perspective d’améliorer la connaissance du patrimoine naturel national et de fournir aux différents décideurs un outil d’aide à la prise en compte de l’environnement dans l’aménagement du territoire.
Une ZNIEFF de type 2 est recensée sur la commune, : 
le « réseau hydrographique du gave d'Oloron et de ses affluents » (6 885,32 ha), couvrant 114 communes dont 2 dans les Landes et 112 dans les Pyrénées-Atlantiques.

## Urbanisme

### Typologie
Au 1er janvier 2024, Autevielle-Saint-Martin-Bideren est catégorisée commune rurale à habitat dispersé, selon la nouvelle grille communale de densité à sept niveaux définie par l'Insee en 2022.
Elle est située hors unité urbaine et hors attraction des villes,.

### Occupation des sols

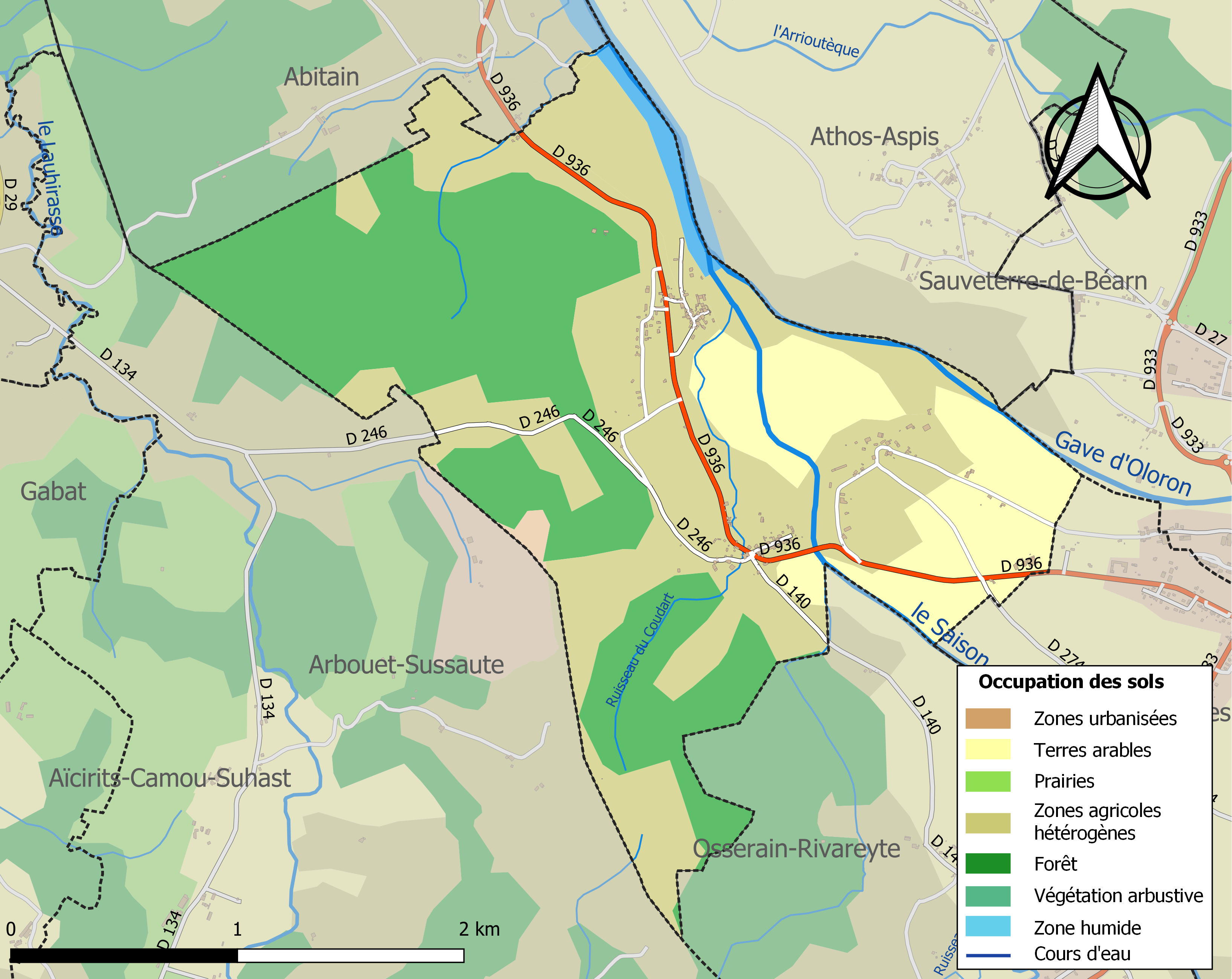
Carte des infrastructures et de l'occupation des sols de la commune en 2018 (CLC).

L'occupation des sols de la commune, telle qu'elle ressort de la base de données européenne d’occupation biophysique des sols Corine Land Cover (CLC), est marquée par l'importance des territoires agricoles (60,4 % en 2018), en augmentation par rapport à 1990 (57,9 %). La répartition détaillée en 2018 est la suivante : 
zones agricoles hétérogènes (44,1 %), forêts (37,6 %), terres arables (16,3 %), eaux continentales (1,4 %), mines, décharges et chantiers (0,5 %). L'évolution de l’occupation des sols de la commune et de ses infrastructures peut être observée sur les différentes représentations cartographiques du territoire : la carte de Cassini (XVIIIe siècle), la carte d'état-major (1820-1866) et les cartes ou photos aériennes de l'IGN pour la période actuelle (1950 à aujourd'hui).

### Lieux-dits et hameaux
- Arrécot[25]
- Autevielle
- les Bains[25]
- Barthou[25]
- Bideren
- le Bosc[25]
- le Camou[25]
- les Campagnes[25]
- le Château[25]
- les Gats[25]
- Gerberu[25]
- Hau[25]
- Héouga[25]
- Hyeyte[25],[26]
- l’Île[25]
- Labie[25]
- Laborde[25]
- Lagouardette[25]
- les Partilles[25]
- Petit[25]
- Saint-Martin

### Habitat et logement
En 2018, le nombre total de logements dans la commune était de 118, alors qu'il était de 122 en 2013 et de 95 en 2008.
Parmi ces logements, 77,7 % étaient des résidences principales, 12,9 % des résidences secondaires et 9,4 % des logements vacants. Ces logements étaient pour 94,1 % d'entre eux des maisons individuelles et pour 5,1 % des appartements.
Le tableau ci-dessous présente la typologie des logements à Autevielle-Saint-Martin-Bideren en 2018 en comparaison avec celle des Pyrénées-Atlantiques et de la France entière. Une caractéristique marquante du parc de logements est ainsi une proportion de résidences secondaires et logements occasionnels (12,9 %) inférieure à celle du département (13,5 %) mais supérieure à celle de la France entière (9,7 %). Concernant le statut d'occupation de ces logements, 71,7 % des habitants de la commune sont propriétaires de leur logement (71,3 % en 2013), contre 61,3 % pour les Pyrénées-Atlantiques et 57,5 % pour la France entière.
| Typologie                                               | Autevielle-Saint-Martin-Bideren | Pyrénées-Atlantiques | France entière |
| ------------------------------------------------------- | ------------------------------- | -------------------- | -------------- |
| Résidences principales (en %)                           | 77,7                            | 78,3                 | 82,1           |
| Résidences secondaires et logements occasionnels (en %) | 12,9                            | 13,5                 | 9,7            |
| Logements vacants (en %)                                | 9,4                             | 8,1                  | 8,2            |

### Voies de communication et transports
La commune est desservie par les routes départementales D 140, D 246 et D 936.

### Risques naturels et technologiques
Le territoire de la commune d'Autevielle-Saint-Martin-Bideren est vulnérable à différents aléas naturels : météorologiques (tempête, orage, neige, grand froid, canicule ou sécheresse), inondations, mouvements de terrains et séisme (sismicité moyenne). Un site publié par le BRGM permet d'évaluer simplement et rapidement les risques d'un bien localisé soit par son adresse soit par le numéro de sa parcelle.
Certaines parties du territoire communal sont susceptibles d’être affectées par le risque d’inondation par une crue torrentielle ou à montée rapide de cours d'eau, notamment le gave d'Oloron et le Saison. La commune a été reconnue en état de catastrophe naturelle au titre des dommages causés par les inondations et coulées de boue survenues en 1982, 1983 et 2009,.
Les mouvements de terrains susceptibles de se produire sur la commune sont des affaissements et effondrements liés aux cavités souterraines (hors mines). Afin de mieux appréhender le risque d’affaissement de terrain, un inventaire national permet de localiser les éventuelles cavités souterraines sur la commune.

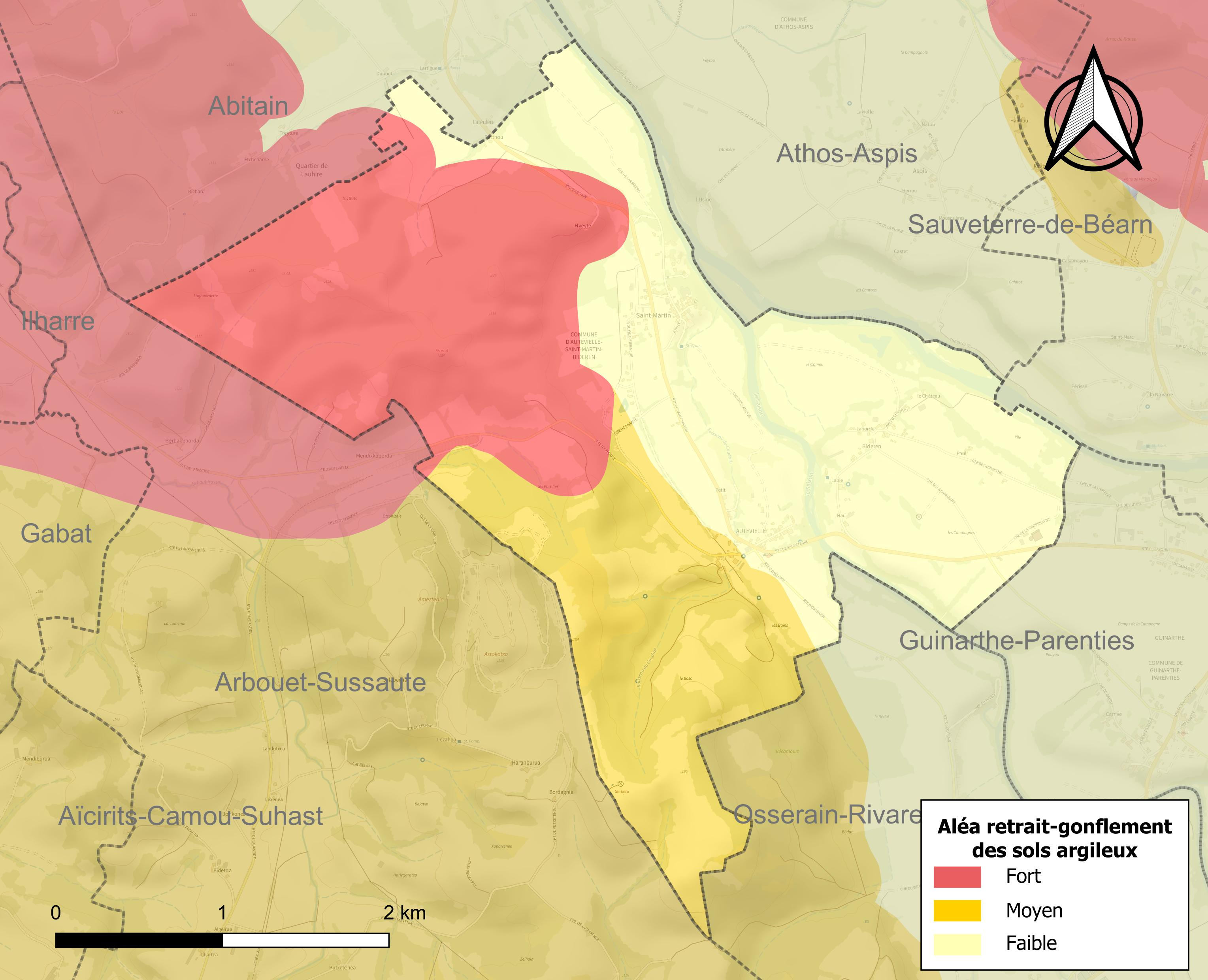
Carte des zones d'aléa retrait-gonflement des sols argileux d'Autevielle-Saint-Martin-Bideren.

Le retrait-gonflement des sols argileux est susceptible d'engendrer des dommages importants aux bâtiments en cas d’alternance de périodes de sécheresse et de pluie. 57,7 % de la superficie communale est en aléa moyen ou fort (59 % au niveau départemental et 48,5 % au niveau national). Depuis le 1er octobre 2020, en application de la loi ELAN, différentes contraintes s'imposent aux vendeurs, maîtres d'ouvrages ou constructeurs de biens situés dans une zone classée en aléa moyen ou fort,.

## Toponymie
La localité est dénommée en béarnais Autivièla, Sent-Martin e Vidèren ou Autibièle-Sén-Martî-Bidèren.

### Attestations anciennes
Le toponyme Autevielle apparaît sous les formes 
Autebiele (1379, titres d'Autevielle et 1385, censier de Béarn), 
Lo passadge d'Autebielle (1442, contrats de Carresse), 
Le pont d'Autabiela et Autavielle (respectivement 1542 et 1546, réformation de Béarn), 
Authevielle (1728, dénombrement de Gassion) et 
Hautevielle sur la carte de Cassini (fin XVIIIe siècle.
Michel Grosclaude propose deux origines latines au toponyme ; soit alta villa (« ville haute »), soit Altina villa (« domaine d’Altinus »).
Le toponyme Bideren apparaît sous les formes 
Lo pont de Bideren (1342, chapitre de Bayonne), 
Videren (1385, censier de Béarn), 
Saint-Jacques de Biderein (1674, insinuations du diocèse d'Oloron), 
Bidezen (1793 ou an II), 
Bideren sur la carte de Cassini (fin XVIIIe siècle et 
Bidéren (1863, dictionnaire topographique Béarn-Pays basque).
Pour Michel Grosclaude, l’origine est très probablement le nom d’homme gascon Vital, augmenté du suffixe gascon -enh.
Le toponyme Saint-Martin apparaît sous les formes 
Sent-Marti (1376, montre militaire de Béarn), 
Sent-Marthin (1379, titres de Béarn) et 
Sent-Marthii de Garanhoo (1385, censier de Béarn).
Michel Grosclaude indique avec assurance comme origine, le nom de l’évêque de Tours, saint Martin.

### Autres toponymes
Paul Raymond indique la source Barrailla dans son dictionnaire topographique Béarn-Pays basque de 1863.
Castéra était une motte castrale de la commune, « sur les limites du Béarn et du pays de Mixe » dont il est fait mention en 1547 sous la graphie la mota aperade lo Casteras (titres de Béarn).
Le hameau d'Haubis est mentionné par le dictionnaire topographique de 1863.
Hyeyte est une ancienne ferme dont il est fait référence sous les formes 
la Hüte de Sent-Marthii (1385, censier de Béarn), 
La Fieyta de Sanct-Martii, Lafiite, la Hieyta, la Fieyte et la Hiete (respectivement 1538 pour les trois premières graphies, 1546 et 1588, réformation de Béarn) et 
La Hiette (1863, dictionnaire topographique Béarn-Pays basque).
Nolivos est une ferme de la commune, mentionnée en 1544 (titres de Béarn). le marquisat de Nolivos, érigé en 1782, dépendait de la vicomté de Béarn, et comprenait Abitain, Camu, Munein, Oreyte, Saint-Gladie et Saint-Martin (du village d'Autevielle).

### Graphie béarnaise
Son nom béarnais est Autivièla-Sent-Martin-Vidèren ou Autibièle-Sén-Martî-Bidèren.

## Histoire
Paul Raymond note qu'en 1385, Autevielle et Saint-Martin comptaient conjointement 11 feux, et Bideren 8 feux, et dépendaient du bailliage de Sauveterre.
Les communes d'Autevielle, Saint-Martin et Bideren se sont réunies le 18 avril 1842.
Autevielle disposait d'une source d'eaux sulfureuses et ferrugineuses qui a amené à la création de bains, une solide demeure d'une vingtaine de pièces située sur la route d'Osserain, et qui ont été exploités jusqu'en 1939.
Hautevielle  est desservi par le chemin de fer avec la mise en service en 1884 de la section de Puyoô à Autevielle de la ligne de Puyoô à Mauléon, complétée en 1887 par la section vers Mauléon. la gare  est alors l'origine de ligne d'Autevielle à Saint-Palais. Les lignes ferment au service des voyageurs en 1949. La gare comportait sx voies et un quai couvert pour les marchandises. Une vingtaine de cheminots y travaillaient.

## Politique et administration

### Rattachements administratifs et électoraux

#### Rattachements administratifs
La commune se trouve dans l'arrondissement d'Oloron-Sainte-Marie du département des Pyrénées-Atlantiques.
Elle faisait partie du canton de Sauveterre-de-Béarn. Dans le cadre du redécoupage cantonal de 2014 en France, cette circonscription administrative territoriale a disparu, et le canton n'est plus qu'une circonscription électorale.

#### Rattachements électoraux
Pour les élections départementales, la commune fait partie depuis 2014 du canton d'Orthez et Terres des Gaves et du Sel
Pour l'élection des députés, elle fait partie de la quatrième circonscription des Pyrénées-Atlantiques.

### Intercommunalité
Autevielle-Saint-Martin-Bideren était membre de la petite  communauté de communes de Sauveterre-de-Béarn, un établissement public de coopération intercommunale (EPCI) à fiscalité propre créé en 1996 et auquel la commune avait transféré un certain nombre de ses compétences, dans les conditions déterminées par le code général des collectivités territoriales.
Dans le cadre des dispositions de la loi portant nouvelle organisation territoriale de la République du 7 août 2015, qui prévoit que les établissements publics de coopération intercommunale (EPCI) à fiscalité propre doivent avoir un minimum de 15 000 habitants, cette intercommunalité a fusionné avec ses voisines  pour former, le 1er janvier 2017, la communauté de communes du Béarn des Gaves, dont est désormais membre la commune.

### Liste des maires
| Période                                  | Période                        | Identité                | Étiquette    | Qualité                     |
| ---------------------------------------- | ------------------------------ | ----------------------- | ------------ | --------------------------- |
| Les données manquantes sont à compléter. |                                |                         |              |                             |
|                                          |                                |                         |              |                             |
| avant 1988                               | 1989                           | Pierre Heugas-Darraspen |              |                             |
| 1989                                     | 2014                           | Fernand Lavigne         | RPR puis UMP |                             |
| 2014                                     | mai 2022                       | Patrick Balesta         |              | Commerçant Mort en fonction |
| août 2022                                | En cours (au 16 décembre 2022) | Jérôme Milhet           |              | Artisan                     |

## Population et société

### Démographie
L'évolution du nombre d'habitants est connue à travers les recensements de la population effectués dans la commune depuis 1793. Pour les communes de moins de 10 000 habitants, une enquête de recensement portant sur toute la population est réalisée tous les cinq ans, les populations de référence des années intermédiaires étant quant à elles estimées par interpolation ou extrapolation. Pour la commune, le premier recensement exhaustif entrant dans le cadre du nouveau dispositif a été réalisé en 2007.

En 2022, la commune comptait 213 habitants, en évolution de +0,47 % par rapport à 2016 (Pyrénées-Atlantiques : +3,78 %, France hors Mayotte : +2,11 %).
| 1793 | 1800 | 1821 | 1831 | 1836 | 1841 | 1846 | 1851 | 1856 |
| ---- | ---- | ---- | ---- | ---- | ---- | ---- | ---- | ---- |
| 157  | 119  | 167  | 156  | 184  | 425  | 400  | 396  | 386  |

| 1861 | 1866 | 1872 | 1876 | 1881 | 1886 | 1891 | 1896 | 1901 |
| ---- | ---- | ---- | ---- | ---- | ---- | ---- | ---- | ---- |
| 383  | 371  | 323  | 328  | 513  | 374  | 364  | 389  | 375  |

| 1906 | 1911 | 1921 | 1926 | 1931 | 1936 | 1946 | 1954 | 1962 |
| ---- | ---- | ---- | ---- | ---- | ---- | ---- | ---- | ---- |
| 362  | 332  | 327  | 320  | 282  | 280  | 272  | 237  | 204  |

| 1968 | 1975 | 1982 | 1990 | 1999 | 2006 | 2007 | 2012 | 2017 |
| ---- | ---- | ---- | ---- | ---- | ---- | ---- | ---- | ---- |
| 177  | 164  | 164  | 205  | 121  | 141  | 144  | 212  | 205  |

| 2022 | - | - | - | - | - | - | - | - |
| ---- | - | - | - | - | - | - | - | - |
| 213  | - | - | - | - | - | - | - | - |

En 1806 Autevielle était administrée par une autre commune.

### Démographie de Saint-Martin
De 1793 à 1836, la population indiquée ne reflète que celle d'Autevielle, encore séparé de Saint-Martin, dont la population durant cette même période est décrite ci-dessous
| 1793 | 1800 | 1821 | 1831 | 1836 |
| ---- | ---- | ---- | ---- | ---- |
| 114  | 94   | 137  | 122  | 124  |

### Démographie de Bideren
Pour la même période, la démographie de Bideren est détaillée ci-après.
| 1793 | 1800 | 1806 | 1821 | 1831 | 1836 |
| ---- | ---- | ---- | ---- | ---- | ---- |
| 93   | 96   | 97   | 100  | 98   | 108  |

## Économie
Autevielle était la gare principale de l'ancienne ligne de Puyoô à Mauléon. Un embranchement allait jusqu'à Saint-Palais.
L'activité est principalement agricole. La commune fait partie de la zone d'appellation de l'ossau-iraty.

## Culture locale et patrimoine

### Lieux et monuments
L'église Saint-Martin date de la fin du XIXe siècle.

## Pour approfondir